# Aoplus theresae
Aoplus theresae är en stekelart som först beskrevs av Berthoumieu 1896.  Aoplus theresae ingår i släktet Aoplus och familjen brokparasitsteklar. Inga underarter finns listade i Catalogue of Life.